# Trajsel
Trajsel – jeden z żagli sztormowych stosowanych na jachtach. Służy do zastępowania grota podczas bardzo silnego wiatru.

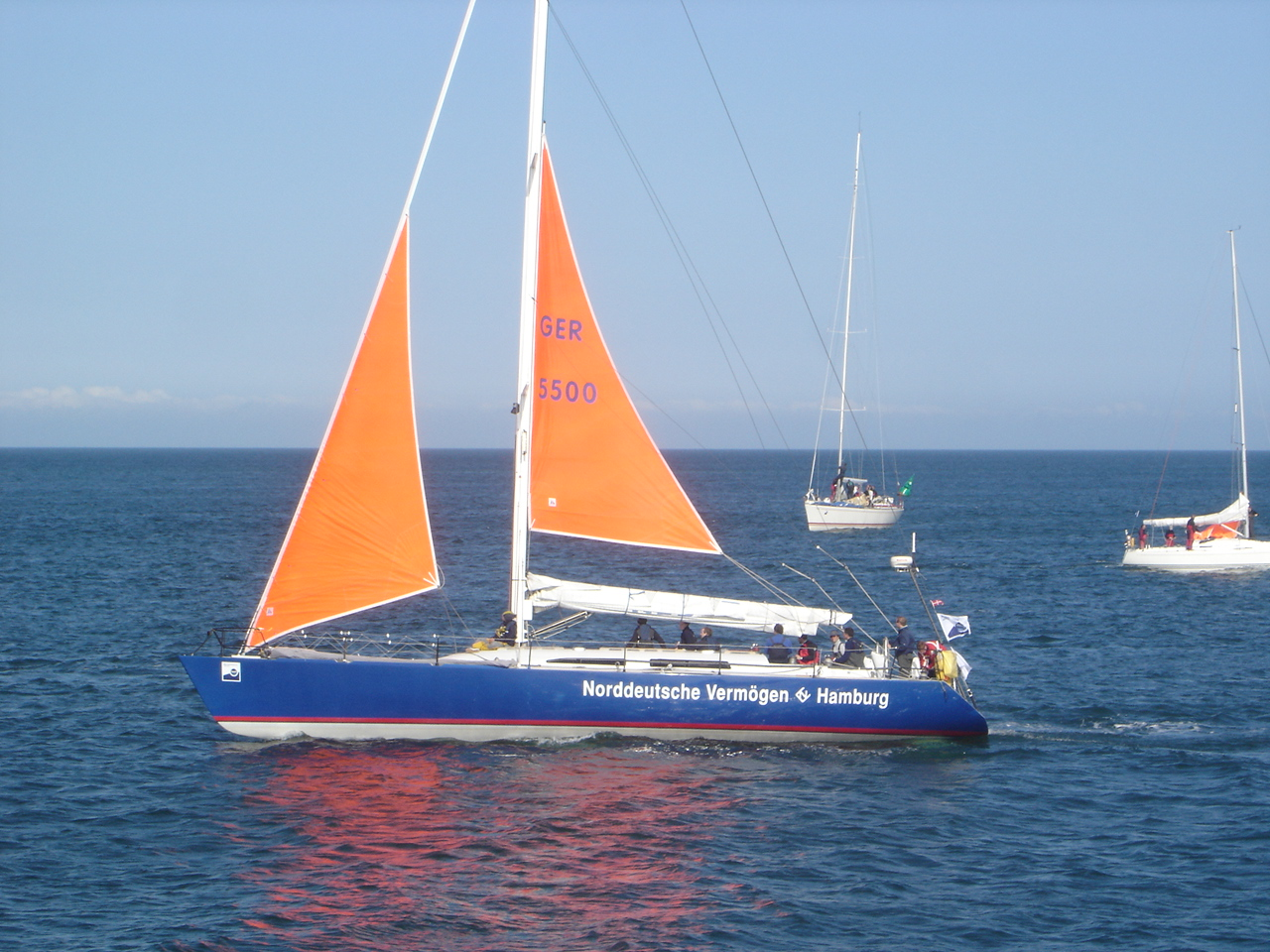
Trajsel na jachcie

Jest to trójkątny żagiel przymasztowy (przylegający jedną ze swoich krawędzi do kolumny masztu), o powierzchni ok. 1/3 grota. Jego róg fałowy może sięgać co najwyżej do połowy wysokości masztu. Dolny lik (krawędź) trajsla jest wolny (nie zamocowany do żadnego drzewca i nie wisi na żadnej linie), jest krótszy niż długość bomu (o ok. 1/3 do 1/2), i biegnie od rogu szotowego w stronę masztu lekko pod górę (stąd inna nazwa trajsla to "skośnik").
Żagiel wykonany jest ze znacznie mocniejszego i grubszego płótna niż zwykle, i obszyty grubszą likliną. Układ brytów inny niż w grocie i bardziej skomplikowany z powodu zmienionego kształtu żagla, charakteru pracy i obciążenia – zamiast poziomych pasów grota, w trajslu znajdują się małe romboidalne bryty ułożone szeregowo w kilku rzędach, oddalając się promieniście od rogu szotowego.
Róg szotowy trajsla może być mocowany do bomu, lub też szoty są poprowadzone bezpośrednio do burt.
Również mocowanie trajsla do kolumny masztu może być inne niż w zwykłym grocie – np. segarsy mogą być gęściej rozmieszczone, a na wypadek zerwania także podwójne.
Trajsel z racji swojej funkcji pracy przy silnych i sztormowych wiatrach mocowany jest najczęściej na mocniejszym halsie i szkentli. Często zakładane są mocne krawaty jako refszkentla i refhals.